# Hamopontonia essingtoni
Hamopontonia essingtoni is een garnalensoort uit de familie van de Palaemonidae. De wetenschappelijke naam van de soort is voor het eerst geldig gepubliceerd in 1986 door Bruce.